# Antamanid
Antamanid je ciklički dekapeptid izoliran iz gljiva, uključujući vrstu Amanita phalloides (Zelena pupavka).